# Grayssas
Grayssas är en kommun i departementet Lot-et-Garonne i regionen Nouvelle-Aquitaine i sydvästra Frankrike. Kommunen ligger i kantonen Puymirol som tillhör arrondissementet Agen. År 2022 hade Grayssas 147 invånare.

## Befolkningsutveckling
Antalet invånare i kommunen Grayssas
| Referens: INSEE |